# Propeler z okvirjem
Propeler z okvirjem tudi Kortova šoba (ang. Ducted propeller ali Kort nozzle) je propeler, ki ga obdaja nerotirajoči okvir. Ta izvedba v nekaterih primerih poveča izkoristek propelerja. Uporablja se na močno obremenjenih propelerjih in propelerjih z omejenim premerom. Razvili sta ga Luigi Stipa (1931) in Ludwig Kort (1934).
Prednosti so povečan izkoristek pri majhnih hitrostih (pod 10 vozli) in večja odpornosti proti npr. kosom ledu. Slabosti so manjši izkoristek pri večjih hitrostih (nad 10 vozlov) in povečana kavitacija. Okvir je oblikovan hidrodinamično, vendar kljub temu poveča upor. Propelerji z okvirjem, če imajo možnost rotiranja, lahko nadomestijo smerno krmilo.